# Juan de Debar

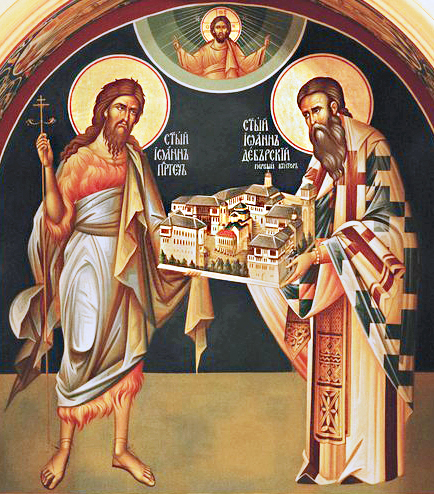
Juan de Debar como Ktitor (fundador) del monasterio de Sveti Jovan Bigorski cerca de Debar en la actual Macedonia del Norte.

Juan de Debar (en búlgaro: Йоан Дебърски; fl. 1018-1037) fue un clérigo búlgaro del siglo XI. Fue un obispo bajo el reinado de Samuel de Bulgaria, y permaneció en el cargo, convirtiéndose en el primer arzobispo eslavo de Ohrid, después de la caída del Primer Imperio búlgaro ante Bizancio. Según el historiador francés del siglo XVII Du Cange Juan nació en un pueblo alrededor de la ciudad de Debar, en la actual Macedonia del Norte. Cuando en 1018 el emperador Basilio II consigue conquistar Bulgaria, decide abolir la Iglesia ortodoxa búlgara, estableciendo el arzobispado de Ohrid, que fue en efecto una degradación del Patriarcado búlgaro y correspondía al recién formado Thema de Bulgaria, que abarcaba la parte occidental de Bulgaria. Juan fue escogido para ser el primer arzobispo de Ohrid. Antes de esto había sido higúmeno en un monasterio de Debar. Permaneció como jefe del arzobispado hasta su muerte en 1037.